# José Palma Eskenazi
José Antonio Palma Eskenazi (Santiago Chile, 12 de septiembre de 1979) es un actor chileno.

## Biografía
Licenciado en Artes en mención Actuación Teatral en la Universidad de Chile, con estudios de Teatro y Educación Continua en la misma institución.

## Carrera artística
Ha desarrollado una ecléctica carrera participando como actor en diversas compañías como Teatro la María, Teatro el Hijo, Teatro de Cámara, etc; en las obras: Las Huachas, El Ataúd, Sala de Urgencias, La Casa de los Espíritus, entre otras.
Como dramaturgo y director se destacó en Diarrea, Texto seleccionado en la Octava muestra de Dramaturgia Nacional y Titanic, ambos proyectos beneficiados por el Fondo nacional de desarrollo de las Artes, para itinerancia y puesta en escena.
En televisión participó en la plana protagónica de las primeras  teleseries de Chilevisión, Vivir con 10, y Mala conducta, y en más de 20 series unitarias para diferentes canales como Justicia para todos, Cartas de mujeres, Pecados capitales, 12 días que estremecieron a Chile, El nuevo, Infieles, Divino Tesoro.
En 2018 escribió, codirigió y protagonizó la película American Huaso, y en 2024 fue productor ejecutivo de la película ¿Cuándo te vas? de Boris Quercia . En ambas contribuyó además como compositor e intérprete de algunos temas para las bandas sonoras.
En paralelo a su trabajo artístico se desarrolla como consultor en temas de comunicación y capacitación empresarial para la agencia de contenidos "Accionart".

## Filmografía
| Año  | Título                        | Papel               | Notas               | Director              |
| ---- | ----------------------------- | ------------------- | ------------------- | --------------------- |
| 2004 | El último sacramento          | Ignacio             |                     | Camilo Becerra        |
| 2011 | La comiquería                 | Bruno               |                     | Nicolás Lorca         |
| 2013 | Maknum González               | —                   |                     | George Von Knorring   |
| 2015 | Tomás                         | Federico            |                     | Pablo Solís           |
| 2015 | La vida sexual de las plantas | —                   |                     | Sebastián Brahm       |
| 2018 | American Huaso                | Joe Palma           | Productor ejecutivo | Diego García-Huidobro |
| 2025 | ¿Cuándo te vas?               | Productor ejecutivo | Productor ejecutivo | Boris Quercia         |

## Televisión
| Año  | Título               | Papel            | Notas            |
| ---- | -------------------- | ---------------- | ---------------- |
| 2004 | Ídolos               | Salvador         | 1 episodio       |
| 2007 | Vivir con 10         | Simón Amenábar   | Elenco principal |
| 2008 | Mala conducta        | Damián Bodadilla | Elenco principal |
| 2010 | Mujeres de lujo      | Águila Domínguez | 1 episodio       |
| 2011 | Decibel 110          | Bruno            | 2 episodios      |
| 2013 | El regreso           | Omar Lama        | ¿? episodios     |
| 2014 | El amor lo manejo yo | Jimmy            | 16 episodios     |
| 2014 | Volver a amar        | Pablo Errázuriz  | Elenco principal |
| 2017 | Dime quién fue       | Eduardo Lira     | 1 episodio       |

#### Series
- JPT: Justicia Para Todos (TVN, 2004) - ¿?
- Bienvenida Realidad (TVN, 2004) - ¿?
- Magi-K (Mega, 2006) - Selan
- Divino tesoro (Chilevisión, 2009) - Zorro Cox
- Cartas de Mujer (Chilevisión, 2010) - Rolando
- Infieles (Chilevisión, 2011) - ¿?
- Historias de Eva (Chilevisión, 2011) - Rubén
- 12 días (Chilevisión, 2011) - Sergio
- El diario secreto de una profesional (TVN, 2012) - Francisco
- El Nuevo (TVN, 2013) - Fabricio "El Carnicero" (Villano)
- Maldito corazón (Chilevisión, 2013) - Rubén
- Lo que callamos las mujeres (Chilevisión, 2014) - Héctor / Gustavo Sánchez

#### Programas
- Buenos días a todos (TVN,2014) - Invitado

## Teatro
- Las Huachas
- El Ataúd
- Sala de Urgencias
- La Casa de los Espíritus